# Condado de Conway
El condado de Conway (en inglés: Conway County) fundado en 1825 es un condado del estado estadounidense de Arkansas. En el 2000 tenía una población de 20 336 habitantes con una densidad poblacional de 14.12 personas por km². La sede del condado es Morrilton.

## Geografía
Según la Oficina del Censo, el condado tiene un área total de 1469 km² (567,2 mi²), de la cual 1440 km² (556 mi²) es tierra y 28 km² (10,8 mi²) es agua.

### Condados adyacentes
- Condado de Van Buren (norte)
- Condado de Faulkner (este)
- Condado de Perry County (sur)
- Condado de Yell (suroeste)
- Condado de Pope (oeste)

### Ciudades y pueblos
- Blackwell
- Center Ridge (comunidad incorporada)
- Formosa
- Lanty (comunidad incorporada)
- Menifee
- Morrilton
- Oppelo
- Plumerville
- Solgohachia (comunidad incorporada)

## Mayores autopistas
- Interestatal 40
- U.S. Highway 64
- Carretera 9
- Carretera 92
- Carretera 95
- Carretera 124
- Carretera 154